# Moores paradox
G.E. Moore anmärkte under en av sina föreläsningar att det är absurt att hävda att "Det regnar utomhus men jag tror inte att det gör det". Denna paradox, som ibland kallas Moores paradox skulle troligen varit glömd vid det här laget om det inte vore för att filosofen Ludwig Wittgenstein sades ha betraktat den som Moores mest betydelsefulla bidrag till filosofin.
Moores paradox har kopplats till ett flertal andra kända logiska paradoxer, bland annat lögnaren och överraskningsparadoxen.